# Grasparkiet
De grasparkiet (Melopsittacus undulatus) behoort tot de papegaaiachtigen en komt in het wild in grote zwermen in Australië voor. De vogel neemt in Australië toe omdat door menselijk ingrijpen steeds meer leefgebieden ontstaan die geschikt zijn voor deze parkiet. In Korea en Japan bestaan verwilderde populaties. Een verwilderde populatie in Florida (Verenigde Staten) stierf geleidelijk uit en was daar in 2014 helemaal verdwenen.

## Algemeen
Ruim 150 jaar geleden werd de grasparkiet in Europa ingevoerd. Ze worden gehouden in een kooi of volière.
Als grasparkieten alleen in een kooi worden gehouden, hebben ze veel aandacht nodig. Het zijn echte groepsdieren en daarom is het beter om er twee of meer te houden, bij voorkeur een even aantal. Het is heel belangrijk om nooit meer poppen (vrouwtjes) dan mannetjes te hebben, omdat poppen heel agressief kunnen zijn en zullen vechten om de mannetjes. Speelgoed en klimgerei zijn noodzakelijk bij het leven in een kooi. Grasparkieten zijn vrolijke, ondernemende vogels die erg tam kunnen worden, vooral als ze van jongs af aan met mensen in aanraking zijn geweest. Sommige grasparkieten kunnen praten, de meeste doen dat echter niet.

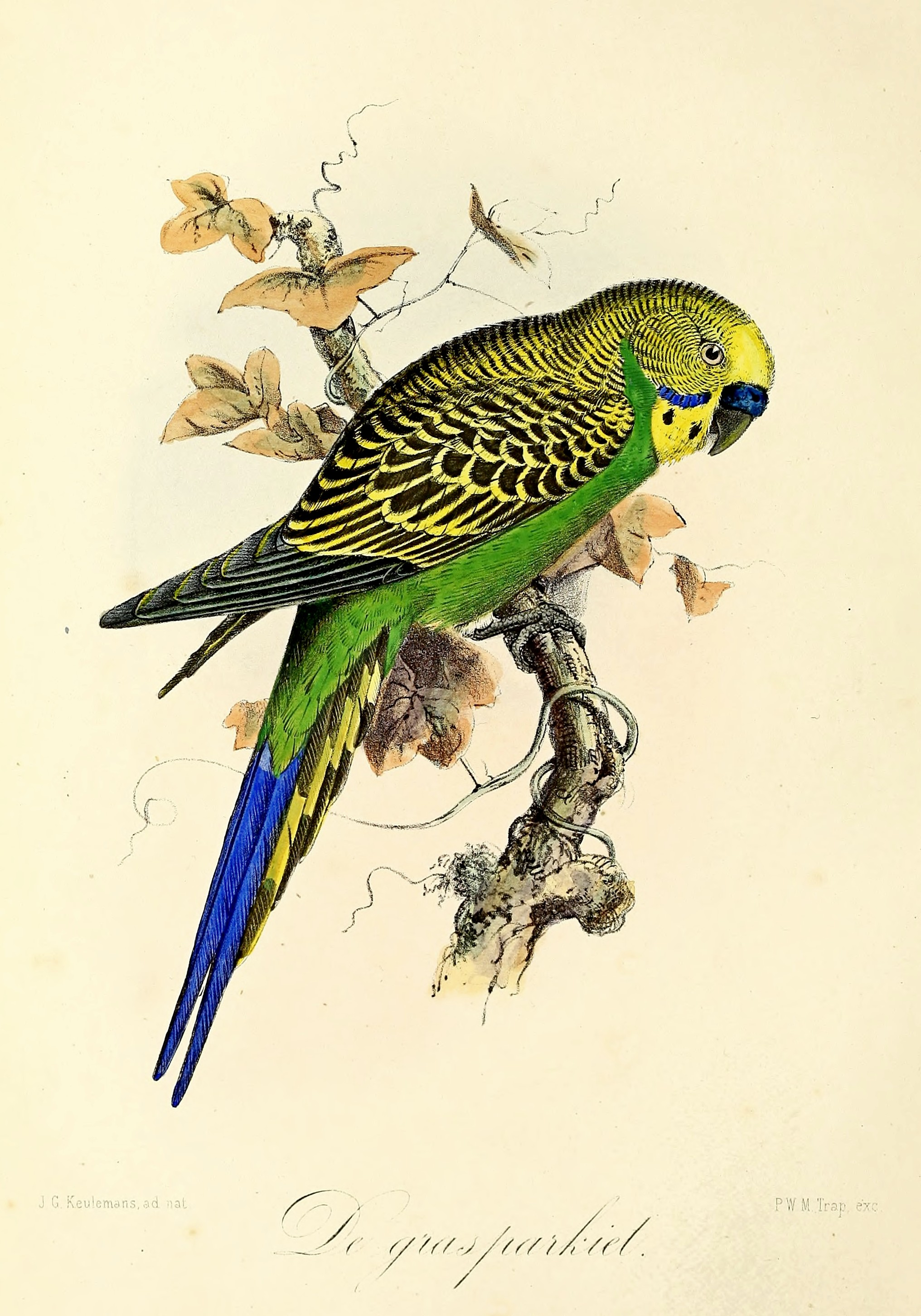
De grasparkiet
(1869), John Gerrard Keulemans

## Uiterlijk

### Lengte en gewicht
Een grasparkiet wordt 18 tot 24 centimeter lang en weegt 30 tot 40 gram.

### Verenkleed
Een grasparkiet heeft donsveren en dekveren. De donsveren zorgen voor warmte, de dekveren beschermen tegen beschadigingen. De veren zorgen voor een waterafstotende isolatie. Grasparkieten ruien. Van nature is de grasparkiet groen, maar kweekvormen komen in allerlei kleurslagen voor, zoals blauw, geel, wit en grijs. Die kleuren zijn op hun beurt onderverdeeld, zo heten grasparkieten met veel zwarte aftekeningen dominant bont. Aftekeningen met een bruine schijn heten cinnamon.
Er bestaat ook een kweekvorm, de Engelse grasparkiet. Deze vorm is door kweken en strenge selectie veel groter geworden en heeft als belangrijkste kenmerk een grotere kop door de zwaardere bevedering. De bevedering is stukken langer geworden waardoor hij er veel zwaarder uitziet. Dit heeft uiteraard ook zijn gevolgen voor zijn vliegvermogen. Het kweken is in wezen hetzelfde als de gewone grasparkieten, maar de ervaring leert dat de kweekvorm meestal iets meer moeilijkheden vertoont bij de bevruchting en voederbereidheid van de pop (vrouwtje). De standaard waarnaar gekweekt wordt, wordt vastgelegd door de wbo, het overkoepelend orgaan van grasparkietenclubs over de hele wereld

### Neusdop
De neusdop is het stukje kale huid op de bovensnavel, waarin de neusgaten zitten. Aan de neusdop is te zien of de grasparkiet een mannetje (man) of een vrouwtje (pop) is. Mannetjes hebben een blauwe neusdop, terwijl deze bij een pop roze tot lichtbeige is. Bij de pop wordt de neusdop bruin als ze in broedstemming is, bij een mannetje kleurt de neusdop dan naar lichter blauw.
Jonge mannetjes hebben meestal een lichtbeige tot bruine neusdop en jonge popjes een blauwe met witte ringen om de neusgaten, waardoor het moeilijk is om het geslacht te bepalen. Na ongeveer 6 weken is voor een ervaren kweker het verschil wel te zien. De neusdop verkleurt na de jeugdrui (ongeveer 12 weken).

### Poten
Papegaaiachtigen, waaronder de grasparkiet, hebben twee tenen naar voren en twee tenen naar achteren (zygodactyl), in tegenstelling tot zangvogels die drie tenen naar voren en één naar achteren hebben. Hierdoor kunnen ze goed klimmen en zich vasthouden. Als grasparkieten jeuk aan hun kop hebben, krabben ze zich, anders dan zangvogels, met hun poot over hun vleugel heen.

### Ogen
Vogels hebben in verhouding tot het hele lichaam grote ogen. De ogen van de grasparkiet zijn sterk opzij geplaatst. Grasparkieten zijn dus moeilijk ongemerkt te besluipen. Het gezichtsveld dat door beide ogen tegelijk wordt gezien, en waar ze dus diepte kunnen waarnemen, is maar klein. Om goed te kunnen zien moet de grasparkiet dus zijn kop bewegen. Grasparkieten kunnen razendsnel accommoderen (omschakelen van dichtbij naar ver weg zien). Een grasparkiet heeft een zeer snel reactievermogen. Dit heeft hij nodig om voor zijn vijanden te kunnen vluchten. Als de grasparkiet ouder dan zes weken is, komt er een wit ringetje (iris) om de pupil.

### Snavel en nagels
Zoals alle papegaaiachtigen heeft de grasparkiet een sterk gekromde bovensnavel. De ondersnavel is in rust in het verenkleed verborgen. De snavel wordt gebruikt om te eten, maar ook om te klimmen. Grasparkieten kunnen een pijnlijke beet uitdelen in zachte delen van het menselijk lichaam. Bij sommige grasparkieten wordt de snavel te lang, welke dan bij de dierenarts geknipt moet worden. Dit komt vaak voor bij vogels die een leverafwijking hebben door een onvolwaardige voeding.
Soms worden ook de nagels te lang. Bij knippen dient men er rekening mee te houden dat het "leven" (de nagelwortel) ver doorloopt in de nagel.
In verband met de snavel en de nagels van de grasparkiet, dienen er niet te dunne houten zitstokken in de kooi aanwezig te zijn, bij voorkeur uit wilgenhout. Ook mineraalstokken kunnen worden gebruikt. Zandhoesjes die in de dierenwinkel worden aangeboden zorgen vaak voor irritatie van de voetzolen.

## Lichaamstemperatuur
Vogels zijn warmbloedige dieren. Ze hebben een normale lichaamstemperatuur van 40 tot 42 graden Celsius. Als de grasparkiet het koud heeft of ziek is, zet hij zijn veren op, wat ook wel "bol zitten" wordt genoemd. De laag warme lucht rond het lichaam wordt dan dikker. Om warmte kwijt te raken gaat hij sneller ademhalen (ongeveer 80 tot 100 keer per minuut is normaal) of met zijn vleugels uitgespreid zitten. Vogels kunnen niet zweten. Grasparkieten kunnen slecht tegen tocht. Als er te grote temperatuurverschillen in zijn omgeving zijn, zal hij vaker dan tweemaal per jaar in de rui gaan.

## Voeding

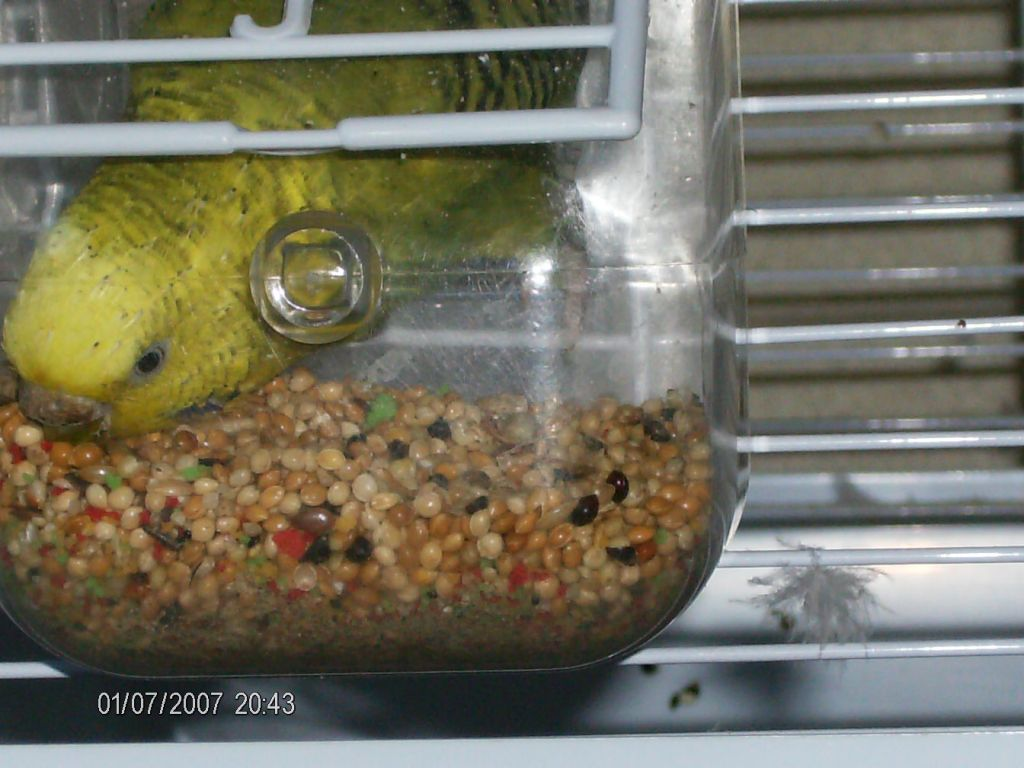
Grasparkiet (broedse pop) die zaden eet

- In de natuur leven grasparkieten vooral van graszaden. Zaad wordt daarom vaak gezien als volwaardige voeding, maar is dat niet altijd. Omdat het gekweekt wordt in landen waar soms nog volop gebruikgemaakt wordt van pesticiden en andere chemicaliën, is het geven van zaad uiteindelijk de oorzaak van veel gezondheidsproblemen bij grasparkieten en papegaaien. De beste voeding is compleetvoer, ook wel pellets genoemd. Dit voer bevat alle benodigde voedingsstoffen in de juiste verhouding. Bij gebruik van een zaadmengsel dient pas nieuw zaad gegeven te worden als het bakje vrijwel leeg is, dit om te voorkomen dat de vogel de lekkerste zaadjes er steeds uitpikt waardoor het dieet te eenzijdig wordt en het dier te weinig essentiële voedingsstoffen binnenkrijgt. Als je zaad geeft moet je regelmatig in het voerbakje blazen, omdat vogels de velletjes van de zaadjes niet opeten, ze bijten met hun snavel de zaadjes open en eten de binnenkant op. Zo laten ze de velletjes vallen en liggen die boven op het voer, het komt vaak voor dat het betreffende parkietje denkt dat er geen eten meer is en zo aan een hongerdood sterft.
- Extraatjes zoals groente en fruit, en kruiden als peterselie en basilicum, maar ook vogelmuur en paardenbloem (vooral de bladeren en wortel), kunnen naast de pellets of zaden gegeven worden, maar in kleine hoeveelheden. Avocado en rabarber zijn giftig voor grasparkieten en papegaaien. Stukjes appelschil worden vaak gewaardeerd om aan te knabbelen.
- Een mineralenblok waar een grasparkiet zijn snavel aan kan scherpen en kalk uit kan opnemen. Dit laatste is vooral van belang voor leggende vrouwtjes. Vroeger werd vaak zeeschuim of sepia (het inwendig skelet van de zeekat) gegeven, maar dit is veel te zout voor een grasparkiet.
- Vers drinkwater dient altijd beschikbaar te zijn, hoewel de vogel uit droge streken komt en niet veel drinkt. Gebruik van middeltjes die via het drinkwater gegeven moeten worden, zoals extra vitaminen, wordt afgeraden aangezien er op die manier nauwelijks gedoseerd kan worden. Grasparkieten nemen graag een bad.
- Vaak wordt in de kooi, om de spijsvertering te verbeteren, een bakje met grit geplaatst.
- Snoepstokken worden niet aanbevolen vanwege de vele suikers, al bestaan er tegenwoordig ook stokken zonder suikers. Kijk hiervoor goed op de ingrediëntenlijst, ook honing en de zogenaamde bakkerijproducten zijn suikers. Een alternatief is trosgierst. Het bevat echter vetten en moet om die reden slechts met mate gegeven worden, maximum een halve stengel per vogel per week. Trosgierst wordt ook gebruikt als beloning om een grasparkiet iets te leren of tam te maken.
- Als de grasparkiet aan het broeden is of jongen heeft, wordt eivoer gegeven. Dit is krachtvoer met extra voedingsmiddelen die de grasparkiet tijdens deze periode nodig heeft. Dit voer dient droog te blijven en iedere dag ververst te worden omdat het anders gaat schimmelen. Alsook wanneer de grasparkiet in de rui is, kan men als extra eivoer geven omdat ruien veel energie vraagt.

## Praten
Grasparkieten kunnen, net als de meeste andere papegaaiachtigen, leren geluiden te imiteren. Het is moeilijk om aan te leren, maar het resultaat kan goed zijn. Met trainen kan men het beste vroeg beginnen. Of het leren praten succesvol is, hangt van allerlei omstandigheden af. Het aanleren begint met eenvoudige woordjes zoals "hallo" of met de naam van de vogel, als die tenminste niet langer is dan twee lettergrepen. De stem van een vrouw of kind zal gemakkelijker geïmiteerd worden vanwege de hogere toon. Spraakoefeningen dienen iedere dag herhaald te worden, bij voorkeur 's ochtends of in het begin van de avond, wanneer de vogel het actiefst is. Het leren praten wordt liefst in een rustige omgeving geoefend, zonder afgeleid te worden door televisie, radio of andere mensen en vogels. Resultaat wordt bereikt door het steeds blijven herhalen van hetzelfde woord. Nadat een woord met succes is aangeleerd, kan aan een volgend woord worden begonnen. Over het algemeen zal men de mannelijke grasparkiet gemakkelijker kunnen leren praten dan een vrouwtje.

## Voortplanting
Een broeds vrouwtje legt met tussenpozen van één dag een ei. Het vrouwtje gaat dag en nacht op de eieren zitten om ze onder haar veren warm te houden, alleen zo kunnen ze uitgebroed worden. De grasparkiet is een holenbroeder. Grasparkieten maken geen nesten, ze broeden in een rechthoekig nestkastje met een holte in de bodem zodat de eieren dicht bij elkaar blijven liggen en niet wegrollen. Het vrouwtje komt als ze op eieren zit, enkel uit het nestkastje om haar behoefte te doen, even haar vleugels te strekken en iets te drinken. Eten wordt door het mannetje bij haar gebracht. Na ongeveer 18 dagen komen de jongen uit het ei, ze zijn dan kaal en roze, maar kunnen meteen al hard piepen. De moeder eet de kalkrijke lege eierschalen op en gebruikt ze als voedsel voor de jonge grasparkietjes. Het voeren gaat steeds in dezelfde volgorde: eerst de grootste en ten slotte de kleinste. De vader helpt druk mee met het brengen van eten, hij geeft het aan de moeder. Na 28 dagen hebben de jonge vogels veren. Jonge grasparkieten slapen veel. Na ongeveer 33 dagen gaan ze het nest uit, vervolgens zorgt de vader nog enige tijd voor ze. Na ongeveer een week kunnen ze voor hun eigen voedsel zorgen.
Grasparkieten zijn klaar om een nieuwe thuis te krijgen als ze 8 weken oud zijn. Vaak worden ze al vanaf 6 weken te koop aangeboden, ze zijn dan echter nog niet zelfstandig genoeg met alle gevolgen van dien (gedragsstoornissen, een hongerdood door het nog niet zelfstandig kunnen eten,...). De twee extra weken bij de ouders zijn nodig om zich te leren gedragen als een grasparkiet en om zelfstandig te leren eten.
Wanneer ze vier maanden oud zijn, doorgaan ze de eerste rui en worden ze intensiever van kleur. Ze verliezen dan ook de streepjes op het voorhoofd. De neusdop bij mannetjes kleurt blauw, uitgezonderd bij kleurschakeringen zoals recessief bont en ino's. Met vijf maanden zijn ze geslachtsrijp.

## Levensverwachting
In gevangenschap leven grasparkieten gemiddeld vijf tot acht jaar, maar met de juiste verzorging en voeding kan de vogel vijftien tot twintig jaar worden. De meeste vogels halen deze leeftijd echter niet, door wegvliegen, ongelukken bij het rondvliegen, verkeerde voeding of verzorging, en andere oorzaken. Soms kan de dierenarts een zieke vogel met succes behandelen.

## Ziekten

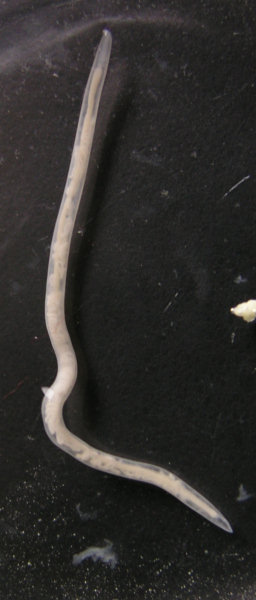
Ingewandsworm grasparkiet, 4 cm lang

Grasparkieten zijn vrij sterke vogels, maar kunnen wel allerlei ziekten krijgen.
Maag-darmparasieten
Worminfecties zijn niet altijd vast te stellen door middel van onderzoek van de ontlasting op eitjes, omdat de verblijftijd van het voedsel in de darm zo kort is dat er meestal niet veel eitjes te vinden zijn. Een vogel die er suf uitziet, veel "bol zit", en weinig actief is, kan een aanzienlijke hoeveelheid wormen met zich meedragen. Een kuur met Levamisole kan dan soms een flink aantal wormen, bijvoorbeeld 6 à 15, laten uitpoepen.
Doorgegroeide nagels
De klauwnagels van grasparkieten groeien snel, vooral als ze geen geschikte zit- of klimstokken hebben. Met een scherp nagelschaartje kunnen de nagels worden ingekort.
Doorgeschoten snavel
Een misvormde snavel kan moeilijkheden veroorzaken bij het eten, maar kan op vrijwel dezelfde manier worden verholpen als te lange nagels.
Schurftmijt (Cnemidocoptes pilae)
Deze aandoening wordt veroorzaakt door een kleine parasitaire mijt en uit zich in kruimelige, schubachtige woekeringen (vooral) rond de snavel, washuid en poten. Er zijn speciale middeltjes in de handel, waarmee de plekken kunnen worden ingesmeerd.
Kou en verkoudheden
Deze worden gewoonlijk veroorzaakt door vocht en tocht. De ogen vertonen afscheidingen, en de vogel ziet er ziek uit en zit ineengedoken met opgezette veren. De zieke vogel kan in een warm vertrek worden gebracht en extra vitaminen in het drinkwater krijgen.
Verstopping
Droge, harde uitwerpselen tonen aan dat de vogel een verstopping heeft. Verhoging van de hoeveelheid groenvoer in het dieet en een druppel levertraan door het zaad mengen, kan dit verbeteren.
Verenplukken
Een toestand bij poppen (vrouwtjes), die dan niet alleen hun eigen veren, maar ook die van de vogels in hun buurt plukken. Dit wordt beschouwd als een erfelijke aandoening die blijkbaar niet kan worden afgeleerd. De enige oplossing is het dier een afzonderlijke behuizing geven.
Legnood
Als een pop problemen heeft met het leggen van een ei, kan ze geholpen worden door een beetje slaolie onder de staart te wrijven en eventueel de legopening van de cloaca in een wisselbadje (koud/warm water) te dompelen, totdat het ei tevoorschijn komt.
Reumatiek
Door tochtige vogelverblijven, natte bodems, te dunne zitstokken en kouvatten, kan gemakkelijk reumatiek optreden. Aan de gedragingen van de vogel kan men zien dat er veel pijn wordt geleden. De vogel eet niet, heeft verdikkingen aan de gewrichten en kijkt lusteloos uit de ogen. De zit- en slaapstokken moeten in zo'n geval worden verbeterd (doorsnede zitstok ongeveer 4 tot 8 cm, variatie is wenselijk), evenals de algehele conditie van de volière. De gewrichten kunnen ingesmeerd worden met kamferspiritus en de vogel moet in een warme omgeving worden geplaatst.
De gezwellen kunnen soms gaan etteren, waardoor in zulke gevallen zalfjes worden toegepast. Als een gezwel rijp is, kan men het doorprikken en behandelen. Men geeft zo'n ziek dier vaak groen- en krachtvoer, of in melk geweekt brood. Nabehandeling van de gewrichten met slaolie, kan soms tot een bevredigend eindresultaat leiden.
Kruipersziekte of polyoma
Er is een extreme en een milde vorm van polyoma. Bij de extreme vorm van polyoma ziet men tot 10 à 15 dagen een normale ontwikkeling, dan plotselinge sterfte zonder verdere symptomen. Andere nestjongen van hetzelfde ouderpaar tonen een opgezwollen buik en uitdrogingsverschijnselen, wat vooral goed zichtbaar is aan de benen en tenen, die er enigszins verschrompeld uitzien. Soms ziet men alsook zenuwafwijkingen. De dons- en contourveren van zulke nestjongen zijn sterk onderontwikkeld en er is veel sterfte in de eerste drie levensweken, soms oplopend tot 100%. Bij jongen die overleven zijn de grote vleugel- en staartpennen nauwelijks ontwikkeld, waardoor de vogels niet kunnen vliegen. Het zijn in alle gevallen onderontwikkelde vogels die niet meer kunnen herstellen.
Bij de milde vorm van polyoma, die optreedt na de eerste dag wanneer de jonge vogels met het virus werden geïnfecteerd, verliezen de jonge grasparkieten vlak voordat ze het nestblok verlaten, alle slag- en staartpennen. Ook de milde vorm van polyoma kent verschillende gradaties, variërend van het verlies van enkele vleugelpennen tot de zwaardere gevallen, waarbij ook de lichaamsbevedering is aangetast. In de spoel van de afgeworpen vleugelpennen is een roodbruine bloederige massa te zien, reden waarom soms van bloedpennen gesproken wordt. De veerschachten zijn bros en tonen enigszins gekrulde baarden. Aan het eind van de schacht zijn de pennen een beetje geknikt. Behalve het feit dat de jonge vogels niet of nauwelijks kunnen vliegen en zich over de grond of langs het gaas kruipend voortbewegen, zijn ze verder vitaal en lijken volkomen gezond. Deze vogels herstellen gewoonlijk na enige tijd helemaal, hoewel de meer ernstige gevallen soms wat in groei achterblijven in vergelijking met hun niet aangetaste soortgenoten.

## Afbeeldingen

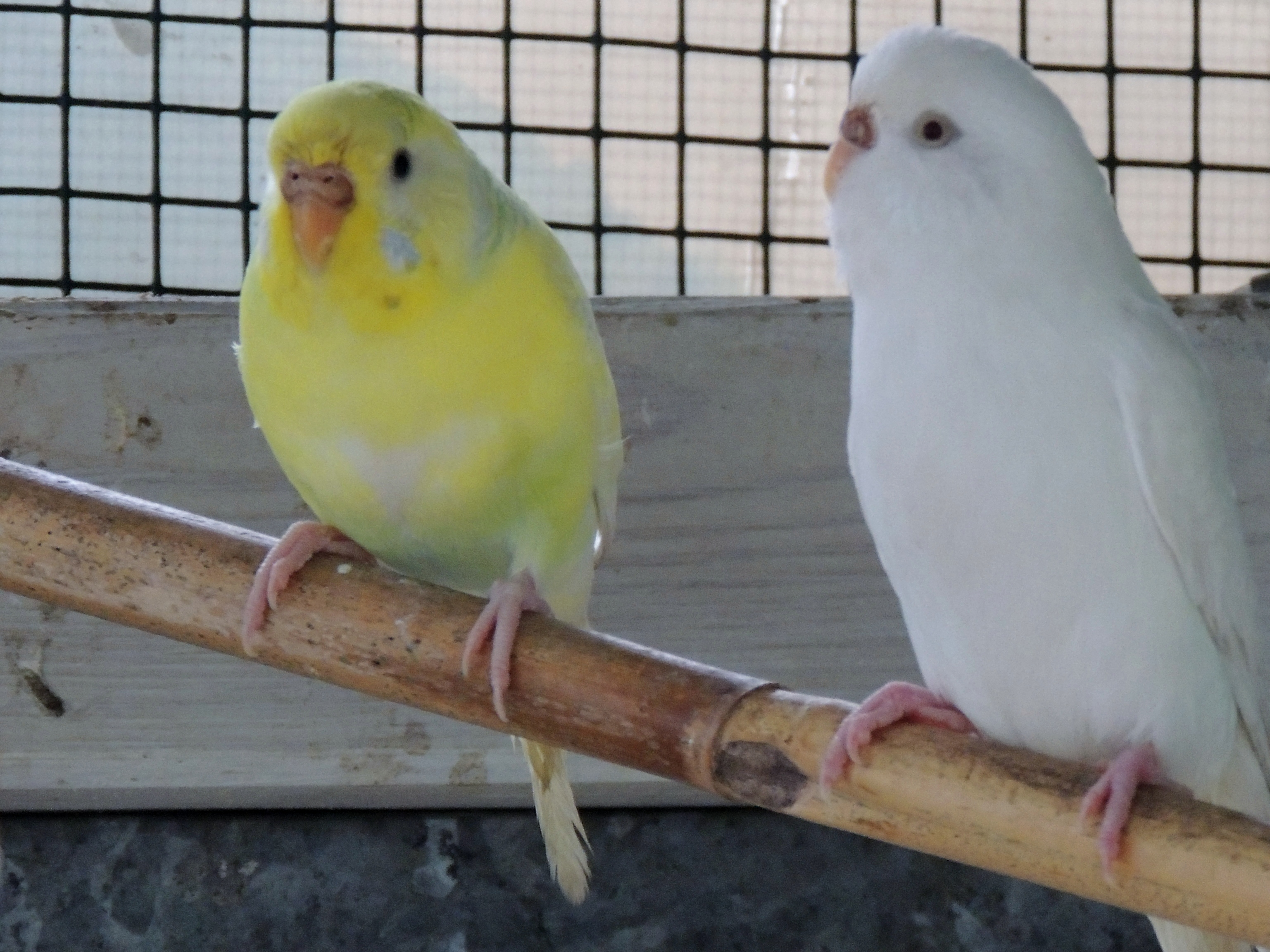
Twee vrouwelijke grasparkieten
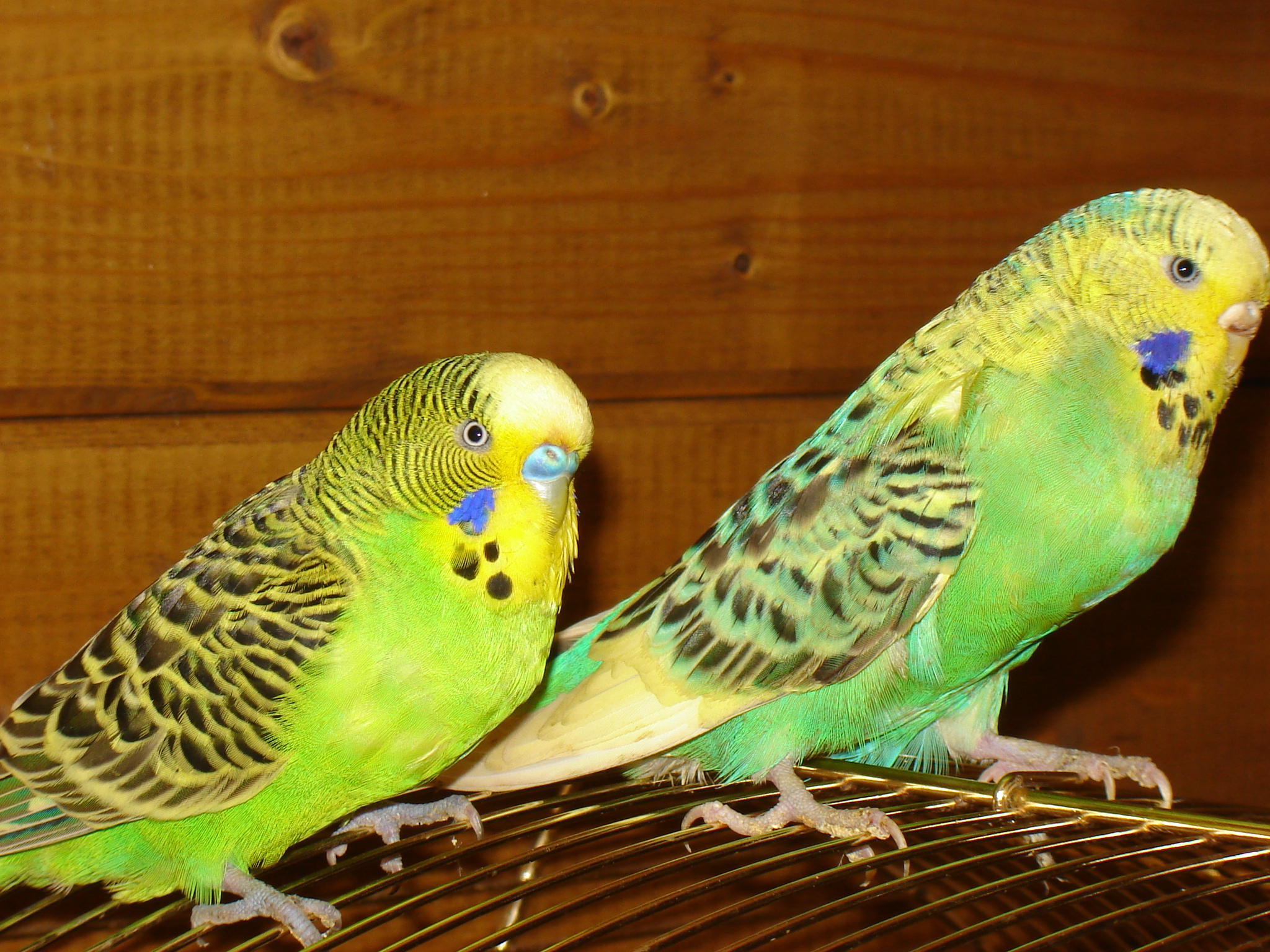
De grasparkiet (op de foto een man en pop) heeft twee tenen naar voren en twee tenen naar achteren